# Dworećka
Dworećka (ukr. Дворецька, ros. Дворецкая) – przystanek kolejowy w miejscowości Równe, w obwodzie rówieńskim, na Ukrainie. Leży na terenie dawnej wsi Dworzec.
Nazwa pochodzi od pobliskiej ulicy.